# تنبيه باستخدام تيار مباشر عبر القحف

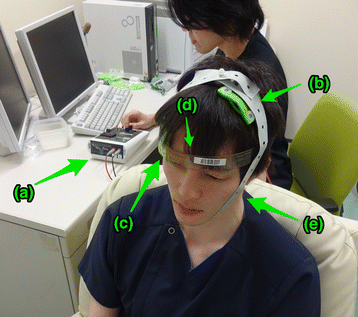

التنبيه باستخدام التيار المباشر عبر القحف (تي دي سي إس) هو شكل من أشكال التعديل العصبي  الذي يستخدم تيارًا مباشرًا منخفضًا ومستمرًا عبر مسارٍ كهربائية على الرأس. ويختلف عن تنبيه المعالجة الكهربائية عبر القحف، الذي يستخدم بشكل عام تيارًا متناوبًا بنفس الطريقة، وكذلك التحفيز المغناطيسي عبر الجمجمة.
طُورت هذه التقنية في الأساس لمساعدة مرضى الأذيات الدماغية أو الحالات النفسية مثل الاضطراب الاكتئابي. إذ تتزايد الأدلة حول استخدام التنبيه باستخدام التيار المباشر عبر القحف كعلاج للاكتئاب. ومع ذلك، هناك أدلة متناقضة حول فائدة استخدامه عند الأشخاص السليمين لتحسين الأداء المعرفي. إذ وجدت عدة أبحاث أدلة تشير لتطورات معرفية بسيطة وذات دلالة هامة. بينما لم تجد الأبحاث الأخرى أي دليل على الإطلاق، على الرغم من أن إحداها قد انتُقدت بسبب تجاهل تأثيرات ضمن العينة وأدلة تجارب الجلسات المتعددة للتنبيه باستخدام التيار المباشر عبر القحف. لا يوجد أي دليل جيد لفائدة التنبيه باستخدام التيار المباشر عبر القحف في قصور الذاكرة في  مرض باركنسون  و مرض آلزهايمر والفصام والألم غير المتعلق بالاعتلال العصبي، أو في تحسين وظيفة الطرف العلوي بعد السكتة.

## الاستخدامات الطبية
في عام 2015، وجد المعهد الوطني للصحة وتفوق الرعاية البريطاني أن التنبيه باستخدام التيار المباشر عبر القحف آمن وفعال في معالجة الاكتئاب، على الرغم من أن تلك النقطة تحتاج لدراسات أكثر وأوسع. منذ ذلك الوقت، أُجريت عدة دراسات وتحليلات مقارنة وأضافت المزيد من الأدلة حول أمان وفعالية التنبيه باستخدام التيار المباشر عبر القحف في معالجة الاكتئاب.
هناك أيضًا أدلة بشأن فائدة التنبيه باستخدام التيار المباشر عبر القحف في علاج آلام الاعتلال العصبي بعد أذية النخاع الشوكي وتحسين تقييمات أنشطة الحياة اليومية بعد السكتة.

## الآثار الضارة وموانع الاستخدام
لا يجب  تطبيق التنبيه باستخدام التيار المباشر عبر القحف على الأشخاص الأكثر عرضة لحدوث الاختلاجات، مثل الأشخاص المصابين بالصرع.
في عام 2017، عندما رُفع التنبيه إلى 60 دقيقة و4 أمبير لمدة أسبوعين، ظهرت آثار ضارة شملت تهيج الجلد، والوبصة (فوسفين) في بداية التنبيه، والغثيان، والصداع، والدوخة، والحكة تحت المساري. لم تُعرف الآثار الضارة للمعالجة المديدة حتى عام 2017. يحدث الغثيان بشكل أكثر شيوعًا عندما توضع المساري فوق القسم الخشائي من العظم الصدغي لتنبيه الجهاز الدهليزي. وتحدث الوبصة (ومضات ضوئية لحظية) في حال وضعت المساري بالقرب من العين.
أكملت الدراسات تحديد كثافة التيار الكهربائي التي تُحدث أذية دماغية صريحة عند الجرذان. إذ تسبب كثافة التيار 142.9 A/m2  التي توصل شحنة بكثافة 52400 C/m2 أو أعلى آفات دماغية عند الجرذان. ويعتبر ذلك أعلى بقيمتين أسيتين من البروتوكولات التي كانت تستخدم في عام 2009.

## آلية العمل
يعتبر التنبيه باستخدام التيار المباشر عبر القحف قابلًا لإحداث تغيرات قشرية حتى بعد انتهاء التنبيه من أحد الجوانب الخاصة. تعتمد مدة هذه التغيرات على مدة التنبيه وشدته. إذ تزداد تأثيرات التنبيه بازدياد مدة التنبيه وبازدياد قوة التيار. الآلية التي يغير بها التنبيه وظيفة الدماغ هي إما عبر إحداث إزالة الاستقطاب أو فرط الاستقطاب لجهد راحة غشاء العصبون. عند التنبيه الإيجابي (التنبيه المصعدي)، يسبب التيار إزالة استقطاب جهد راحة الغشاء، والذي يزيد من الاستثارية العصبونية ويسمح بزيادة القدح التلقائي للخلايا. وعند التنبيه السلبي (التنبيه المهبطي)، يسبب التيار فرط استقطاب جهد راحة الغشاء، ما يخفض من استثارية العصبون بسبب انخفاض القدح التلقائي للخلايا.
يُقترح دعم التنبيه باستخدام التيار المباشر عبر القحف للتأييد طويل الأمد والتخميد طويل الأمد.

## العملية
يعمل التنبيه باستخدام التيار المباشر عبر القحف من خلال إرسال تيار منخفض ومستمر عبر المساري. عند وضع المساري في مناطق محددة، يحث التيار الكهربائي على جريان تيار داخل المخ. يؤدي تدفق هذا التيار إما إلى زيادة أو تقليل الاستثارية العصبونية في المنطقة المحددة التي تُحفز بناءً على نوع التحفيز المستخدم. يؤدي هذا التغير في الاستثارية العصبونية لتحفيز وظيفة الدماغ، والتي قد تستخدم في معالجات متعددة بالإضافة لتقديم معلومات إضافية حول وظيفة الدماغ البشري.

### القطع
يعتبر التنبيه باستخدام التيار المباشر عبر القحف تقنية بسيطة إذ تحتاج لبضعة قطع فقط. تتضمن مسريين وجهازًا يعمل على البطارية لتوصيل التيار المستمر. قد يستخدم أيضًا التحكم البرمجي في التجارب التي تحتاج لجلسات متعددة باستخدام أنواع تنبيه مختلفة إذ يبقى نوع التنبيه مجهولًا بالنسبة للمتطوع والمجرب معًا. يملك كل جهاز مصعدًا، قطبًا مشحونًا بشحنة إيجابية، ومهبطًا، قطبًا مشحونًا بشحنة سلبية. يوصف التيار (تقليديًا) بأنه جريان من المصعد الموجب، عبر النسيج الواصل المتداخل، إلى المهبط، ليصنع دارة. يبدأ جريان التيار في الدارات الكهربائية التقليدية المصنوعة من الأسلاك المعدنية من خلال حركة الإلكترونات المشحونة سلبًا، التي تجري فعليًا من المهبط إلى المصعد. لكن، في الأنظمة الحيوية -مثل الرأس- يبدأ التيار عادةً من خلال جريان الشوارد، التي قد تكون مشحونة سلبًا أو إيجابًا (تجري الشوارد الإيجابية باتجاه المهبط؛ تجري الشوارد السلبية باتجاه المصعد). يتحكم الجهاز بالتيار بالإضافة لتحكمه بمدة التنبيه.

### التركيب
يجب تجهيز كلا المساري والجلد من أجل عملية تركيب جهاز التنبيه باستخدام التيار المباشر عبر القحف. يتطلب ذلك التأكد من وجود مقاومة ضعيفة للاتصال ما بين الجلد والمسرى. يعتبر وضع المساري الحذر عاملًا أساسيًا لنجاح تقنية التنبيه باستخدام التيار المباشر عبر القحف. توجد عدة أحجام للبادات المساري ويتمتع كل حجم منها بميزات خاصة. تحقق المساري ذات الأحجام الصغيرة تنبيهًا مركزًا على موقع ما بينما تضمن المساري الكبيرة تنبيه كامل المنطقة المدروسة. ينجم عن وضع المساري في أماكن خاطئة في حال كان موقعًا مختلفًا أو عدة مواقع مختلفة عن المراد تنبيهها نتائج مغلوطة. يوضع أحد المساري على المنطقة المراد دراستها ويوضع المسرى الآخر، المسرى الدليل، في موقع آخر لتكتمل الدارة.
يوضع عادةً المسرى الدليل على العنق أو الكتف في الطرف المعاكس لجهة المنطقة المدروسة. يفيد تحديد موقع المنطقة المراد دراستها في حال كانت صغيرة باستخدام تقنيات التصوير الدماغي مثل التصوير بالرنين المغناطيسي الوظيفي أو التصوير المقطعي بالإصدار البوزيتروني. يمكن بدء التنبيه في حال وضعت المساري بشكل صحيح. تملك العديد من الأجهزة ميزات إضافية تسمح بالازدياد التدريجي للتيار أو زيادة التيار على مراحل حتى الوصول للتيار المطلوب. تخفف هذه الميزة من آثار حجم التنبيه التي يشعر بها الشخص الذي يتلقى تنبيهًا باستخدام التيار المباشر عبر القحف. بعد بدء التنبيه، يستمر التيار بحسب المدة المحددة عبر الجهاز ثم يتوقف بشكل آلي. ظهر نوع جديد مؤخرًا من الأجهزة يسمح باستخدام عدة مسارٍ هلامية صغيرة الحجم عوضًا عن استخدام لبادتي مسريين كبيرين من أجل استهداف بنى قشرية محددة. يدعى هذا النوع التنبيه باستخدام التيار المباشر عالي الدقة عبر القحف (إتش دي-تي دي سي إس). وقد وُجد في دراسة استكشافية أن التنبيه عالي الدقة يسبب استثارية أكبر وأطول مدة للقشرة المحركة من التنبيه التلقائي.

### أنواع التنبيه
هناك ثلاثة أنواع مختلفة من التنبيه: المصعدي، المهبطي، والزائف أو المقلد. يزيد التنبيه المصعدي ذو الشحنة الموجبة من الاستثارية العصبونية للباحة المحفَزة. ويخفض التنبيه المهبطي ذو الشحنة السالبة من الاستثارية العصبونية للباحة المحفزة. يعالج التنبيه المهبطي الأمراض النفسية التي تنجم عن فرط النشاط لباحة ما من الدماغ. يستخدم التنبيه الزائف للتحكم بالتجارب. يرسل التنبيه الزائف تيارًا لحظيًا ثم يتوقف حتى نهاية مدة التنبيه. لا يعرف الشخص المتلقي أنه لا يتلقى أي تنبيه طوال مدة التنبيه الزائف. يمكن مقارنة نتائج المتطوعين الذين تعرضوا للتنبيه الزائف مع المتطوعين الذي تعرضوا للتنبيه المصعدي أو المهبطي، وبذلك يمكن للباحثين رؤية مدى تأثير التنبيه بالتيار المباشر الحاصل، عوضًا عن استخدام التأثير الإيحائي.